# Замок Блер
Замок Блер (англ. Blair Castle)- — середньовічний замок, який розташований недалеко від маленького містечка Блер-Атол, в області Перт-енд-Кінросс, Шотландія. Фортеця за весь час свого існування належала тільки однієї сім'ї — графам і герцогам Атола.

## Історія
Замок Блер був побудований в дуже стратегічному місці — на в'їзді в Грампіанські гори, по маршруту на північ до Інвернесса.

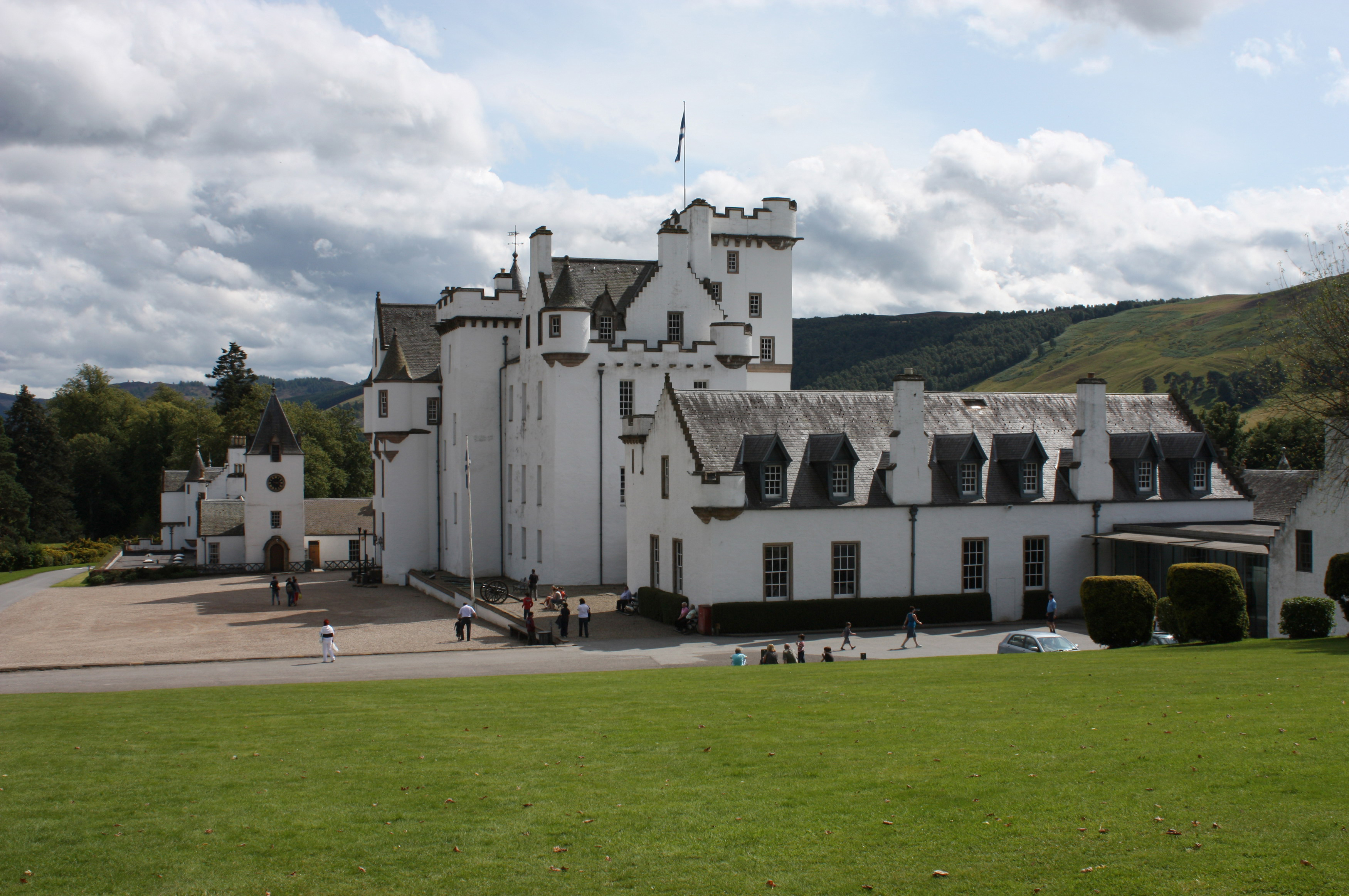
Вид на замок

Початок будівництва фортеці відноситься до 1269 році, саме тоді Джон Комин, лорд Баденохом, почав будувати замок на землі графа Атола, коли той був у хрестовому поході. Після походу, після повернення граф поскаржився на порушника королю Олександру III, який з часом допоміг лорду відвоювати його землю, а також віддав у володіння графу вже добудовану вежу-замок. Значне розширення фортеці зробив Джон Стюарт, 3-й граф Атол, в 1530 році. Він почав будівництво нової прибудови до замку, яка незабаром служила його сім'ї в якості великого залу.
У 1740 році Джеймс Мюррей, 2-й герцог Атолл, почав перетворювати фортецю з середньовічного замкового стилю до замку георгианськой архітектури. Він найняв Томаса Клейтона, щоб той прикрасив кімнати маєтку найпрекраснішою штукатуркою в Шотландії і обставив їх меблями від найвідоміших червонодеревців Шотландії.
Зміцнення було під захистом клану Егню довгий час, але замок був обложений якобитов під час якобитского повстання 1745—1746 років. Фортеця не
здавалася облягають, навіть під час голоду викликаного довгою облогою, але у 1746 році захисники фортеці святкували перемогу, так як армія якобітів відступила, щоб битися з силами британського уряду в битві при Каллодене.
Після зростаючої популярності шотландської баронський архітектури Джон Джеймс Х'ю Генрі Стюарт-Мюррей, 7-й герцог Атолл, уповноважив единбурзьких архітекторів Девіда Брайса і Вільяма Берна реконструювати фасад замку в 1860-х — 1870-х. Зубчаста стінка і гарматні вежі, знесені під час перебудови фортеці під георгіанський стиль, були відновлені, а також був облаштований новий вестибюль і побудований бальний зал. Фортеця була також забезпечена всіма останніми науковими досягненнями, а саме: ваннами, телефонами і проведенням газу практично в усі кімнати маєтку.

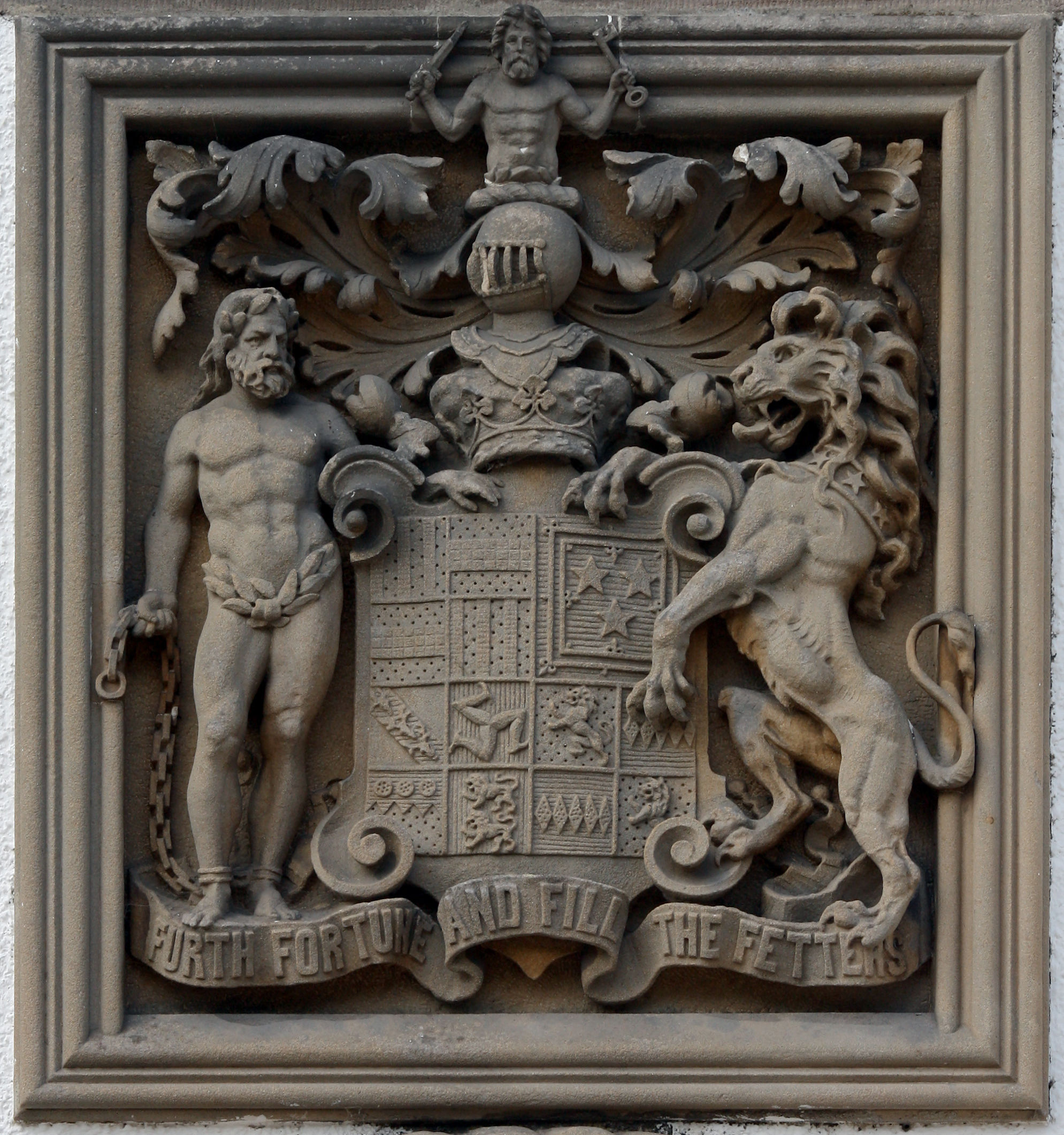
Герб замку

Під час Першої світової війни замок використовувався в якості допоміжної лікарні, а з 1922 року родина вважала роз'їхатися по різних приватних квартирах і перестала жити в маєтку